# 誰もが/煙たい
「誰もが/煙たい」（だれもが/けむたい）は、片平里菜の4枚目のシングルである。2015年 2月25日にポニーキャニオンから発売された。

## 解説
前作「Oh JANE/あなた」から約10ヶ月ぶりのリリースとなる自身2枚目の両A面シングルである。
表題曲の1曲目「誰もが」は、『SCHOOL OF LOCK!』とロッテ「TOPPO」による受験生応援プロジェクト【Toppa】（突破）の公式応援ソングとなっており、この発表とあわせて公式映像『片平里菜「誰もが」勇気の映像【Toppa】公式ムービー』が公開された。
表題曲2曲目の「煙たい」はワンマンツアーで先行して披露されていた。
カップリングの「東京の空に乗って」は、前年の2014年に片平が福島から東京への引っ越しをする直前の心境が綴られた楽曲で、彼女のラジオレギュラー番組のFm yokohama「YOKOHAMA RADIO APARTMENT カタコトラジオ」ではすでに弾き語りで披露していた。
完全生産限定ライブDVD盤のDVDには、2015年7月11日に「自由学園明日館講堂」で開催された、全編マイク・スピーカーを使わない生声による弾き語りライブ映像7曲（「女の子は泣かない」、デビュー曲「夏の夜」、「Come Back Home」、「amazing sky」など）が収録されている。

## 収録曲

### CD
1. 誰もが （5:33）
  - 作詞・作曲：片平里菜 / 編曲：WABISABI

『SCHOOL OF LOCK！』とロッテ「TOPPO」による受験生応援プロジェクト【Toppa】（突破）の公式応援ソング[1]。
2. 煙たい （4:23）
  - 作詞・作曲：片平里菜 / 編曲：石崎光
3. 東京の空に乗って （3:56）
  - 作詞・作曲：片平里菜

### 初回限定盤DVD
2014/7/11「自由学園明日館講堂」弾き語りライブ映像7曲収録（マイク・スピーカー無し生声ライブ）
1. 夏の夜
2. 心は
3. tiny room
4. CROSS ROAD
5. Come Back Home
6. amazing sky
7. 女の子は泣かない